# Macroglossus
Macroglossus és un gènere de ratpenats de la família Pteropodidae.
Es troba a Indonèsia i comprèn dues espècies:
- Macroglossus minimus
- Macroglossus sobrinus